# 秘境探險2：盜亦有道
《秘境探險2：盜亦有道》為Naughty Dog所開發的《秘境探險：黃金城秘寶》續篇新作，由索尼互動娛樂發行。2015年在PS4平台推出包含前3代作品的《神秘海域 限定版》，PS4版本的神秘海域2不支持多人模式。

## 概要
因前作的非凡表現而一舉成名的寶藏獵人－奈森・德瑞克儘管運氣總是跌到谷底，一度放棄探索念頭，却仍不敵那些由盗賊、寶藏探險家等交錯形成，你虞我詐世界的誘惑，再度回到尋寶的世界。
由獲獎無數的卓越開發廠商－『Naughty Dog』製作，故事敘述德瑞克因一件神秘的工藝品而啓程出發尋找馬可波羅當年返國時失踪的船隊和喜馬拉雅山脈的傳说勝地－香巴拉，殊不知他已被捲入妄想奪得失落城市如童話般的龐大財富，而蠢蠢欲動的戰争逃犯們醞釀的一段猫捉老鼠的危險遊戲。德瑞克再度面臨風險不斷的人生，只是他是否有那般好運氣能平安突破呢？

## 登場人物

### 主要角色
奈森・德瑞克（Nathan Drake）
本作主角，探險家，自稱是英國知名航海家、探險家法蘭西斯・德瑞克爵士的後裔。原本是費林的合作者之一，後被費林陷害入獄，出獄後決心搶先費林找到香巴拉的寶藏。
艾蓮娜・費許（Elena Fisher）
記者、電視節目主持人，前作女主角，本作再次登場。在尼泊爾以戰地記者的身分追蹤拉札雷維奇時與奈森偶遇，後協助奈森尋找香巴拉。
維特・蘇利文（Victor Sullivan）
探險家，與奈森有師徒之誼。客串登場，奈森被費林陷害入獄後被克柔伊暗中找來協助奈森出獄。
卡爾・雪佛（Kari Schafer）
探險家，七十年前受納粹雇傭，率隊深入喜馬拉雅山尋找香巴拉。在發現納粹的真實意圖後，雪佛射殺了隨隊的納粹軍官，逃出香巴拉。後被拉札雷維奇綁走逼問香巴拉的秘密，因傷重死於香巴拉入口處的寺院。
丹津（Tenzin）
喜馬拉雅山的圖博村落獵人，救回倒在雪地裡的奈森。
傑夫（Jeff）
隨艾蓮娜前往尼泊爾的攝影師，後被拉札雷維奇射殺。
克柔伊・弗瑞茲（Chloe Frazer）
探險家，奈森的同行，以特殊駕駛技術聞名。費林找來的合作探險家之一，在費林背叛前並不知道費林的陰謀，在確定費林的目的之後決定幫助奈森，以間諜的身分繼續在反派集團中活動。

### 反派
哈利・費林（Harry Flynn）
探險家，奈森的同行，為了錢可以不擇手段。學識上的累積不如奈森，因此假意跟奈森合作，線索解開後就將奈森一腳踢開。找到寶藏後被拉札雷維奇射成重傷，在香巴拉的神殿用手榴彈自殺。
左朗・拉札雷維奇（Zoran Lazarevic）
國際傭兵集團首領，北約通緝的戰犯。為了取得香巴拉的力量而雇傭費林進行探索。最後死於守護香巴拉的怪物之手。

## 特性

### 多人游戏
操作形式类似《Urban Terror》。
2019年6月6日，頑皮狗宣布將會於2019年9月3日結束多人遊玩功能。

## 獎項
- 2009年12月12日美國娛樂電視臺Spike TV「2009年Spike電玩遊戲大獎（Video Game Awards，VGA）」[17]。
  - 年度最佳遊戲
  - 最佳PS3遊戲
  - 最佳畫面遊戲

## 版本及可下載內容
- 2009年10月13日亞洲發行中英(韓)文合版[18]
- 2010年10月7日秘境探險 2：盜亦有道 年度紀念特別版

PlayStation Heroes Skin Pack
Uncharted: Drake's Fortune Multiplayer Pack
Uncharted 2 Siege Expansion Pack
Currency Multiplier which grants Double XP up to level 10 in Multiplayer
Golden Guns option for the AK-47 and the 92FS 9mm pistol for use in Multiplayer
Early access to 'Revenge' Booster (must be purchased with in-game cash)
Uncharted: Eye of Indra - Motion Comic Bundle (which includes Episodes 1-4)
Uncharted: Eye of Indra - Rika Raja and Daniel Pinkerton Character Skins
Uncharted 2: Among Thieves - Avatar Pack 1
Uncharted 2: Among Thieves - Avatar Pack 2
Uncharted Avatar Pack 3
Uncharted Avatar Pack 4
Pinball Heroes - Uncharted for the PSP

## 外部連結
- 《秘境探險2：盜亦有道》英文官方網站 （英文）
- 《秘境探險2：盜亦有道》日文官方網站 （页面存档备份，存于）（日語）
- 《秘境探險2：盜亦有道》中文介绍頁 （页面存档备份，存于）（中文）
- 頑皮狗英文官方網站  （页面存档备份，存于）（英文）